# Juan Pablo Duarte

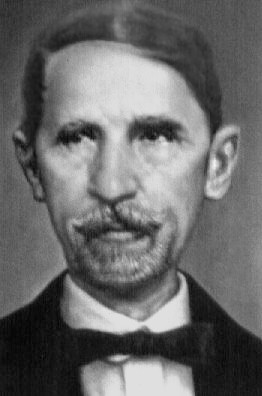
Juan Pablo Duarte

Juan Pablo Duarte y Diez (Santo Domingo, 26 januari 1813 - Caracas, 1876) is naast Francisco del Rosario Sánchez en Ramón Matías Mella een van de drie Vaders des Vaderlands La Trinitaria van de Dominicaanse Republiek. Zijn ouders waren Juan José Duarte en Manuela Diez Jiménez.
Nadat de troepen van de Haïtiaanse Toussaint L'Ouverture in 1801 de huidige Dominicaanse Republiek waren binnengevallen en zich in Santo Domingo hadden gepositioneerd, besloot de familie Duarte zich in Mayagüez Puerto Rico te vestigen, waar naar verluidt de eerste zoon van de Duartes, Vicente Celestino, geboren zou zijn. De familie Duarte keerde in 1809 terug naar de Dominicaanse Republiek, toen het land wederom een Spaanse kolonie werd. Duartes familie vestigde zich ten westen van de rivier Ozama, in de zone La Atarazana.
In 1822 besloten de Haïtianse westerburen het Spaanssprekende deel van het eiland aan te vallen. Blanken, vooral Europeanen en mulatten werden geëlimineerd en de slavernij in het oostelijke deel werd afgeschaft, zoals ook in Haïti zelf gebeurd was. Vanwege dit en andere gebeurtenissen, besloten de ouders van Duarte hem naar Europa te sturen zodat hij daar zou kunnen studeren.
De Pico Duarte, de hoogste berg van de Dominicaanse Republiek, is naar Juan Pablo Duarte genoemd.
- Biblioteca Nacional de España: XX911147
- Bibliothèque nationale de France: cb121298352 (data)
- Gemeinsame Normdatei: 105472864X
- International Standard Name Identifier: 0000 0000 5956 7862
- Library of Congress Control Number: n50032278
- Nationale Bibliotheek van Israël: 987007341913605171
- Système universitaire de documentation: 029739004
- Virtual International Authority File: 75095386
- WorldCat: E39PBJtMrMQrKr7G6PR78yDXh3